# Kocka soma
Kocka soma je trirasežna sestavljanka, to je uganka, pri kateri je naloga osnovne dele zložiti v predpisano telo, kocko.
Sedem osnovnih delov je sestavljenih iz enotskih kockic, zložiti pa jih je treba v kocko razsežnosti 3 × 3 × 3. Poleg kocke, je mogoče sestaviti tudi druga zanimiva trirazsežna telesa. Kocko soma si je zamislil Piet Hein, bojda med predavanjem Wernerja Heisenberga o kvantni mehaniki.
Nekateri menijo, da je kocka soma trirazsežni ekvivalent tangrama. Z uganko so povezane nekatere zanimive značilnosti parnosti. Ni povsem jasno ali je ime »soma« povzeto po izmišljeni psihoaktivni drogi 'soma' iz Huxleyjevega romana Krasni novi svet.
Somo sta v podrobnosti razdelala Martin Gardner in John Horton Conway; knjiga Zmagovite poti za vaše matematične igre (Winning Ways for your Mathematical Plays) vsebuje podrobno analizo kocke soma. Obstaja 240 različnih rešitev, če se ne upošteva zasukov in simetrij. Rešitve se lahko generira z rekurzivnim algoritmom za vračanje.
Izmed sedmih osnovnih koščkov je ena tromina (sestavljena iz treh enotskih kockic), ostali pa so tetromine (sestavljene so iz štirih enotskih kockic); štirje so »ravninski«, trije pa prostorski – tetrakocke:
- L tromina
- T, vrsta treh kock z eno dodano v sredini
- L, vrsta treh kock z eno dodano spodaj pod levo stranjo
- S, štiri kocke v obliki črke S
- levi vijak
- desni vijak
- vogal